# Miquel Nelom
Miquel Nelom (* 22. září 1990, Rotterdam) je nizozemský fotbalový obránce hrající v současné době za rotterdamský klub Feyenoord.

## Klubová kariéra

### SBV Excelsior
Miquel Nelom debutoval v profesionálním fotbale 9. října 2009 v rotterdamském klubu SBV Excelsior, jenž hrál tou dobou druhou nejvyšší nizozemskou soutěž Eerste Divisie. V 90. minutě nahradil na hřišti Tobiase Waisapyho v utkání proti domácímu týmu HFC Haarlem (Excelsior vyhrál 1:0).
Poté, co klub v roce 2010 postoupil do nejvyšší ligy Eredivisie, odehrál Nelom svůj první prvoligový zápas 7. srpna 2010 proti domácímu týmu De Graafschap, porážce Excelsioru 0:3 však nezabránil. Nastoupil na levé straně obrany a odehrál kompletní utkání.

### Feyenoord
Od sezóny 2011/2012 nastupuje za jiný rotterdamský klub Feyenoord (Excelsior a Feyenoord úzce spolupracují).
V úvodním zápase 4. předkola Evropské ligy 2012/2013 23. srpna 2012 se střetl Feyenoord doma se Spartou Praha a hosté vedli po prvním poločase 0:2 góly Václava Kadlece. Miquel Nelom v 60. minutě snížil střelou ke vzdálenější tyči na 1:2, Feyenoord v závěru dokázal ještě vyrovnat Anassem Achahbarem na konečných 2:2. V pražské odvetě však Feyenoord prohrál 0:2 a do základní skupiny Evropské ligy nepostoupil. Nelom střídal v 18. minutě na hřišti zraněného kapitána Stefana de Vrije.

## Reprezentační kariéra
Miquel Nelom se objevil i v nizozemské reprezentaci do 21 let. V nizozemském reprezentačním A-mužstvu debutoval v přátelském zápase proti domácí Indonésii 7. června 2013 (výhra 3:0). Odehrál kompletní utkání.